# Даника Патрик
Даника Сю Патрик (на английски: Danica Sue Patrick) е американска автомобилна състезателка, състезаваща се в сериите Индикар и в НАСКАР.

## Биография
Започва спортната си кариера в състезания по картинг на 10 годишна възраст. През 1996 г. печели първенството на „Ямаха“, като постига победи в 39 от общо 49 старта. Година по-късно е победителка в „Ямаха Лайт“. Впоследствие се състезава в английските Формула „Воксхол“ (1998 – 1999 г.) и по-късно във Формула Форд (2000 – 2001 г.). След завръщането си в САЩ стартира в шампионата „Тойота Атлетик“ (2003 – 2004 г.).
Дебютира в състезания от Индикар през 2005 г. с отбора на Рейхъл Летерман Рейсинг. Още на петото си състезание достига до престижното четвърто място на 500-те мили на Индианаполис. Три пъти печели пол-позишън. Обявена е за новобранец на годината (IndyCar Rookie of the Year). Тя е първата жена, спечелила старт от сериите Инди Рейсинг Лийг, след като през 2008 г. побеждава в състезанието в Япония (Indy Japan 300) с екипа на Андрети Грийн Рейсинг.
През 2009 г. Даника Патрик става първата жена на подиума на Инди 500, след като печели третото място в престижното състезание.
През 2008 г. е в топ 100 на класацията на най-сексапилните жени в света на списание „Максим“.